# دورسي أرمسترونغ
دورسي أرمسترونغ (بالإنجليزية: Dorsey Armstrong)‏ هي صحفية أمريكية، ولدت في 1970.

## وصلات خارجية
- دورسي أرمسترونغ على موقع ميوزك برينز (الإنجليزية)